# Homoptera
Los homópteros (Homoptera, del griego ὁμός, homos: "igual" o "uniforme" y πτερόν, pterón: "ala") eran un orden (o suborden, según la clasificación) de insectos que incluía todos los hemípteros, que no eran heterópteros. Incluía especies tan conocidas como las cigarras, los pulgones o las cochinillas.
Su característica definitoria era la posesión de unas alas anteriores membranosas (los heterópteros poseen hemielitros, es decir, alas anteriores mitad endurecidas y mitad membranosas). Las alas membranosas son una condición plesiomórfica y, según la sistemática cladística, los taxones deben fundarse sobre la base de apomorfías compartidas, con lo que Homoptera es un grupo parafilético y debe abandonarse.

## Taxonomía
Los homópteros se subdividían clásicamente en tres grupos:
- Coleorrhyncha
- Sternorrhyncha
- Auchenorrhyncha

Estos grupos son considerados hoy subórdenes del orden Hemiptera, junto a los heterópteros; todos tienen en común la posesión de un aparato bucal pico suctor característico.